# Coba Gomes da Costa
Coba Gomes da Costa (La Mojonera, Almería, España, 26 de julio de 2002) es un futbolista español que juega como delantero en el Getafe C. F. de la Primera División de España.

## Trayectoria
Es un futbolista español, nacido en La Mojonera (Provincia de Almería), de padres bisauguineanos. 
Formado en las categorías inferiores en La Mojonera C. F. hasta 2014, en la U. D. Almería desde 2014 a 2016, en la U. C. D. La Cañada Atlético en la temporada 2016-17, en La Mojonera C. F. desde 2018 a 2020, cuando llegó a la U. D. Maracena. 
El 21 de marzo de 2021, debuta con la U. D. Maracena en Tercera División en la victoria en casa por 2-1 sobre el C. D. Huétor Vega.
El 6 de septiembre de 2021, Coba fichó por el Berja C. F. de la División de Honor Andaluza. 
El 18 de julio de 2022, firma por el NK Tabor Sežana de la Primera Liga de Eslovenia. Coba hizo su debut profesional el 24 de julio de 2022, reemplazando a Tom Kljun al final de la derrota en casa por 1-0 ante el NK Olimpija Ljubljana. 
El 7 de diciembre de 2022, Cobá regresó a España y se incorporó a la U. B. Conquense en la Tercera Federación, donde marcó 7 goles y logró el ascenso a la Segunda Federación.
El 17 de julio de 2024, firma por el Getafe C. F. "B" de la Segunda Federación.
El 26 de noviembre de 2024, debuta como titular con el Getafe C.F. en la Copa del Rey contra el Manises C. F. con una victoria por 0-3. 
El 1 de diciembre de 2024, debuta en LaLiga con el Getafe C.F. sustituyendo a Mauro Arambarri contra el Real Madrid C.F. en el Estadio Santiago Bernabéu, con una derrota por 2-0. 
El 12 de enero de 2025, marca su primer gol en LaLiga con el Getafe C.F. en el Estadio de Gran Canaria contra la U.D. Las Palmas consiguiendo una victoria por 1-2 

## Estadísticas

### Clubes
Actualizado al último partido disputado el 13 de enero de 2025.
| Club                      | Div.          | Temporada     | Liga  | Liga  | Copas nacionales | Copas nacionales | Copas internacionales | Copas internacionales | Total | Total |
| Club                      | Div.          | Temporada     | Part. | Goles | Part.            | Goles            | Part.                 | Goles                 | Part. | Goles |
| ------------------------- | ------------- | ------------- | ----- | ----- | ---------------- | ---------------- | --------------------- | --------------------- | ----- | ----- |
| U. D. Maracena · España   | 3.ª           | 2020-21       | 7     | 0     | —                | —                | —                     | —                     | 7     | 0     |
| U. D. Maracena · España   | Total club    | Total club    | 7     | 0     | 0                | 0                | 0                     | 0                     | 7     | 0     |
| Berja C. F. · España      | D.H.          | 2021-22       | 26    | 3     | —                | —                | —                     | —                     | 26    | 3     |
| Berja C. F. · España      | Total club    | Total club    | 26    | 3     | 0                | 0                | 0                     | 0                     | 26    | 3     |
| NK Tabor Sežana Eslovenia | 1.ª           | 2022-23       | 14    | 0     | 1                | 0                | —                     | —                     | 15    | 0     |
| NK Tabor Sežana Eslovenia | Total club    | Total club    | 14    | 0     | 1                | 0                | 0                     | 0                     | 15    | 0     |
| U. B. Conquense · España  | 3.ª F         | 2022-23       | 13    | 1     | —                | —                | —                     | —                     | 13    | 1     |
| U. B. Conquense · España  | 3.ª F         | 2023-24       | 24    | 7     | 1                | 0                | —                     | —                     | 25    | 7     |
| U. B. Conquense · España  | Total club    | Total club    | 37    | 8     | 1                | 0                | 0                     | 0                     | 38    | 8     |
| Getafe C. F. "B" · España | 2.ª F         | 2024-25       | 8     | 3     | —                | —                | —                     | —                     | 8     | 3     |
| Getafe C. F. "B" · España | Total club    | Total club    | 8     | 3     | 0                | 0                | 0                     | 0                     | 8     | 3     |
| Getafe C. F. · España     | 1.ª           | 2024-25       | 5     | 1     | 3                | 0                | —                     | —                     | 8     | 1     |
| Getafe C. F. · España     | Total club    | Total club    | 5     | 1     | 3                | 0                | 0                     | 0                     | 8     | 1     |
| Total carrera             | Total carrera | Total carrera | 97    | 15    | 5                | 0                | 0                     | 0                     | 102   | 5     |